# Przytoczna
Przytoczna is een dorp in het Poolse woiwodschap Lubusz, in het district Międzyrzecki. De plaats maakt deel uit van de gemeente Przytoczna en telt 2400 inwoners.

## Verkeer en vervoer
- Station Przytoczna